# (1565) Леметр
(1565) Леме́тр (лат. Lemaître) — астероид, относящийся к группе марс-кроссеров (астероидов, пересекающих орбиту Марса). Открыт 25 ноября 1948 года бельгийским астрономом Сильвеном Ареном. Астероид назван в честь Жоржа Леметра — бельгийского священника, астронома, одного из авторов теории расширяющейся Вселенной
В августе и сентябре 2007 года были проведены два исследования изменения кривой блеска Леметра с целью определения периода вращения астероида. Однако, точные результаты оказалось получить достаточно сложно, в связи с небольшой амплитудой изменения кривой блеска. По результатам исследований были получены неоднозначные данные. Согласно первым, период вращения Леметра составил 11,403 ± 0,003 часа, согласно вторым — в два раза больший, 22,805 ± 0,007 часа.
Астероид в перигелии проникает внутрь орбиты Марса, в афелии движется в Главном астероидном поясе. Леметр обращается вокруг Солнца за 3,70 юлианских лет.

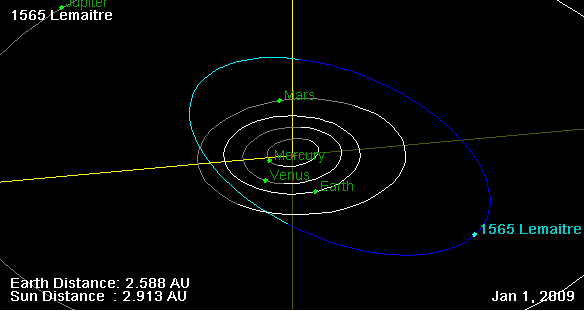
Орбита астероида Леметр, и его положение в Солнечной системе на 01.01.2009 г. Рисунок NASA JPL Small Body Orbit Viewer applet